# Lenešice
Lenešice är en ort i Tjeckien.   Den ligger i regionen Ústí nad Labem, i den nordvästra delen av landet, 60 km nordväst om huvudstaden Prag. Lenešice ligger 182 meter över havet och antalet invånare är 1 298.
Terrängen runt Lenešice är huvudsakligen platt, men åt nordost är den kuperad. Lenešice ligger nere i en dal.Runt Lenešice är det ganska tätbefolkat, med 134 invånare per kvadratkilometer. Närmaste större samhälle är Most, 16,9 km nordväst om Lenešice. Trakten runt Lenešice består till största delen av jordbruksmark.